# 小林たけし
小林 たけし（こばやし たけし）は、日本の漫画家・漫画原作者・小説家。

## 人物
主として戦記漫画を手がける。また、モデラーとしての評価も高く、プラモデルアートの達人“プロモデラー”たちのテクニック、作業の細部を時間軸に沿って綿密に紹介するDVD「プラモつくろうCUSTOM エアモデル」にも出演しており、小林のプラモデル作品集とインタビューが収録されている。
漫画家のしげの秀一のアシスタント出身であり、しげの秀一作品『トンネルぬけたらスカイ☆ブルー』に「小林武」というキャラクターが登場する。
ただし、小林たけしの画風はしげの秀一とはほとんど似ておらず、『コンバット・コミック』（廃刊）の同作家紹介によると小林たけしのデビュー作は恋愛漫画だった（本人曰く、売れないラブコメ漫画家だったとのこと）。

## 漫画作品
- 太平洋日米航空戦記（他作家と共著）

## 小説作品
- アミーゴ!戦艦大和!!
- 陸軍機動歩兵「イシ」上・下
- 帝国海軍原爆強奪計画